# Síntesi de novo de purines

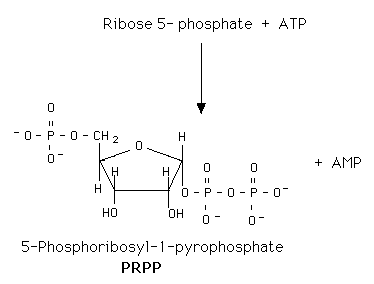
La ribosa-5P s'activa en reaccionar amb ATP i formar el PRPP.

La síntesi de novo de les purines consisteix en la formació de nucleòtids de purina (adenina i guanina) a partir dels seus precursors més simples. La síntesi de novo tracta en general de la creació de qualsevol biomolècula a partir de molècules més senzilles tals com  glúcids o  aminoàcids. Per la formació de  nucleòtids de purina s'empra una molècula de glicina sencera, un nitrogen de l'aspartat, un nitrogen de la glutamina, l'àcid fòlic, diòxid de carboni, ribosa-5P de la glucosa i una gran quantiat d'energia provinent de l'ATP. El primer nucleòtid que es forma és l'inositol monofosfat (IMP), el qual pot conventir-se en adenosin monofosfat (AMP) o en guanosin monofosfat(GMP). El punt d'inici és el 5-fosforibosil-1-pirofosfat (PRPP) i després segueix la formació d'IMP. Aquesta consta de les següents passes:
1. La glutamina dona un grup NH2 (grup amino) desplaçant el pirofosfat al carboni C1 de la ribosa.
2. Després, una glicina és incorporada produint-se la hidròlisi d'ATP. El grup carboxil forma un enllaç amb el grup NH2 introduït al pas anterior.
3. S'afegeix un carboni del coenzim de l'àcid fòlic N10-formil-THF al grup amino de la glicina substituïda. Seguidament es tanca l'anell imidazol.
4. Un segon grup NH2 d'una glutamina és transferit al primer carboni de la glicina.
5. Alhora es produeix una carboxilació del segon carboni de la glicina.
6. Aquest nou carboni és modificat per l'addició d'un tercer grup NH2, aquest cop transmès d'un residu d'aspartat.
7. Finalment, un segon carboni del formil-THF és afegit al grup del nitrogen i l'anell és tancant covalentment, formant el precursor de la purina l'inosin monofosfat (IMP).

En total la despesa mínima és de 4 ATP durant aquest procés de formació de IMP. La formació de GMP requereix que aquesta biomolècula s'oxidi primer mitjançant NAD i donant lloc a XMP. L'oxigen en posició 2 és substituït per l'amida de la glutamina, cosa que consumeix un ATP.
La formació d'AMP necessita l'energia de GTP per transferir un grup amino de l'aspartat. Es lleven els carbonis de l'aspartat mentre que el fumarat deixa enrere un nitrogen, el qual formarà el grup 6-amino de l'anell d'adenina.